# Monor
Monor  este un oraș în districtul Monor, județul Pesta, Ungaria, având o populație de 17.458 de locuitori (2011). 

## Demografie
Componența etnică a orașului Monor
     Maghiari (93,09%)
     Romi (4,28%)
     Necunoscut (0,92%)
     Alții (1,72%)
Componența confesională a orașului Monor
     Romano-catolici (23,33%)
     Reformați (22,84%)
     Fără religie (16,92%)
     Luterani (2,81%)
     Atei (1,35%)
     Necunoscută (32,2%)
     Alte religii (3,72%)
Conform recensământului din 2011, orașul Monor avea 17.458 de locuitori. Din punct de vedere etnic, majoritatea locuitorilor (93,09%) erau maghiari, cu o minoritate de romi (4,28%). Apartenența etnică nu este cunoscută în cazul a 0,92% din locuitori. Nu există o religie majoritară, locuitorii fiind romano-catolici (23,33%), reformați (22,84%), persoane fără religie (16,92%), luterani (2,81%) și atei (1,35%). Pentru 32,2% din locuitori nu este cunoscută apartenența confesională.